# Asplenium creticum
Asplenium creticum är en svartbräkenväxtart som beskrevs av Lovis, Reichst. och Zaffran. Asplenium creticum ingår i släktet Asplenium och familjen Aspleniaceae. Inga underarter finns listade.